# Дитрих фон Зайн
Дитрих фон Зайн (на немски: Dietrich von Sayn; * 7 август 1415; † 2 август 1452) е граф на Зайн-Алтенкирхен.

## Произход
Той е най-големият син на граф Герхард I фон Зайн († 1419) и втората му съпруга Анна фон Золмс-Браунфелс († 1433), дъщеря на граф Ото I фон Золмс-Браунфелс и Агнес фон Фалкенщайн-Мюнценберг. Майка му се омъжва втори път на 14 декември 1423 г. за Йохан II фон Лоон-Хайнсберг, херцог на Юлих († 1438). По-малкият му брат е граф Герхард II фон Сайн (* 1417; † януари 1493).

## Брак
Дитрих се жени през 1435 г. за Маргарета фон Насау-Диленбург (* 1415; † пр. 27 май 1467), дъщеря на граф Енгелберт I фон Насау-Диленбург († 1442) и съпругата му Йохана фон Васенаер-Поланен († 1445). Бракът е бездетен.